# 南庄镇 (佛山市)
南庄镇是中华人民共和国广东省佛山市禅城区下辖的一个镇。在地理上位于禅城区的西南部，它的西部和北部与南海区接壤，东南部与顺德区接壤，东北是张槎街道和石湾镇街道。辖区面积76.7平方公里，常住人口15.5万人，下辖20个村（居）委会。南庄镇原属南海市管辖，2003年佛山市与南海市合并时，与原佛山市城区、石湾区组成禅城区。

## 行政区划
南庄镇下辖以下村级行政区划单位：
南庄社区、吉利社区、罗南村、南庄村、紫南村、紫洞村、湖冲村、东村、上元村、溶洲村、堤田村、罗格村、吉利村、龙津村、醒群村、村尾村、梧村、河滘村、杏头村和贺丰村。